# Elephantomyia (Elephantomyia) wahlbergi
Elephantomyia (Elephantomyia) wahlbergi is een tweevleugelige uit de familie steltmuggen (Limoniidae). De soort komt voor in het Afrotropisch gebied.